# Sol Campbell
Sulzeer Jeremiah "Sol" Campbell (sinh ngày 18 tháng 9 năm 1974) là một huấn luyện viên và cựu cầu thủ bóng đá người Anh chơi ở vị trí trung vệ. Campbell có 19 năm chơi bóng tại giải Premier League và 11 năm chơi bóng cho Đội tuyển bóng đá quốc gia Anh.
Sinh ra ở phía đông bắc Luân Đôn có cha mẹ là người gốc Jamaica, Campbell bắt đầu sự nghiệp của mình với câu lạc bộ Tottenham Hotspur vào tháng 12 năm 1992. Anh đã có 9 năm chơi bóng tại Spurs, ghi được 10 bàn thắng trong 255 lần ra sân trước khi gia nhập câu lạc bộ kình địch Arsenal vào năm 2001.

## Thời niên thiếu
Campbell sinh ra tại Plaistow, Newham, London có cha mẹ là người Jamaica. Campbell là con út trong gia đình có tới 12 người con (9 trai và 3 gái). Cha anh, Sewell là một công nhân đường sắt và mẹ Wihelmina là một công nhân nhà máy Ford. Campbell đã có một thời gian ngắn chơi bóng tại học viện câu lạc bộ West Ham United, bắt đầu sự nghiệp của mình là một tiền đạo trước khi chuyển qua chơi ở vị trí trung vệ.

## Lối chơi
Campbell là một trung vệ rất mạnh mẽ có tốc độ, sự nhanh nhẹn và nhanh chân với nhiều pha cản phá quyết liệt . Tuy nhiên Campbell lại là người rất nhạy cảm với chấn thương.

## Cuộc sống cá nhân
Anh trai của Sol Campbell là John Campbell từng bị bắt giam 1 năm vì tội tấn công một người đàn ông khi người này nói rằng Sol Campbell là người đồng tính.
Năm 2008, Campbell hẹn hò với nhà thiết kế nội thất, Fiona Barratt - cháu gái của Sir Lawrie Barratt. Họ kết hôn tại Corbridge, Northumberland vào ngày 17 tháng 7 năm 2010. Anh từng có một người con trai với Janet Tyler.

## Danh hiệu

### Câu lạc bộ
Tottenham Hotspur
- Football League Cup (1): 1998–99[4]

Arsenal
- Premier League (1): 2001–02, 2003–04
- FA Cup (2): 2001–02, 2002–03, 2004–05
- FA Community Shield (1): 2004

Portsmouth
- FA Cup (1): 2007–08

### Đội tuyển quốc gia
Anh
- UEFA European Under-19 Championship (1): 1993[5]

### Danh hiệu Cá nhân
- PFA Premier League Team of the Year (3): 1998–99,[6] 2002–03,[6] 2003–04[6]
- FIFA World Cup All-Star Team (1): 2002[7]
- UEFA Euro Team of the Tournament (1): 2004[8]

## Truyền thông
Campbell là gương mặt đại diện cho ảnh bìa của EA Sports' FIFA; trong phiên bản game FIFA 2000.

## Liên kết
- Sol Campbell – Thành tích thi đấu FIFA
- Sol Campbell tại Soccerbase
- Kids go Live – quỹ từ thiện của Campbell Lưu trữ ngày 10 tháng 6 năm 2016 tại Wayback Machine